# L'aventure c'est l'aventure
Pour plus de détails, voir Fiche technique et Distribution.
L'aventure c'est l'aventure est un film franco-italien réalisé par Claude Lelouch, sorti en 1972. Boudée par la critique à sa sortie en salle, malgré un succès au box-office, cette comédie est propulsée au fil des années, au rang de film culte,.

## Synopsis
Après 1968, devant un monde en apparente effervescence, trois truands (Lino, Jacques et Simon) et leurs deux sous-fifres (Aldo et Charlot) recyclent leurs méthodes traditionnelles de gangsters et décident de jouer la politique pour leurs méfaits : enlèvement de personnalités telles que Johnny Hallyday (avec sa complicité, pour une campagne promotionnelle), Pelé, le Pape, Mao, Nixon, Dali, Howard Hughes, etc., mercenaires pour des révolutionnaires d'Amérique du Sud, détournement d'avion non violent et bien d'autres surprises entre la France et l'Afrique.

## Fiche technique
- Titre : L'aventure c'est l'aventure
- Réalisation : Claude Lelouch
- Scénario : Claude Lelouch, Pierre Uytterhoeven
- Assistants réalisateur : Claude Pinoteau, Daniel Vigne
- Images : Jean Collomb
- Son : Bernard Bats
- Musique : Francis Lai, José Padilla (bande originale)
- Cascades : Gérard Streiff
- Cascades automobiles : Rémy Julienne (non crédité)
- Production : Les Films 13 (visa 38.982)
- Pays d'origine :  France,  Italie
- Format : couleur (Eastmancolor) - son mono - 35 mm
- Genre : aventures
- Durée : 120 minutes
- Date de sortie : 4 mai 1972 (France)
- Affiche : René Ferracci (France)

## Distribution
- Lino Ventura : Lino Massaro
- Jacques Brel : Jacques
- Charles Denner : Simon Duroc
- Charles Gérard : Charlot
- Aldo Maccione : Aldo Maccione
- Nicole Courcel : Nicole, la porte-parole des prostituées
- Gérard Sire : l'avocat général
- Juan Luis Buñuel : le général Ernesto Juarez
- Yves Robert : l'avocat de la défense
- André Falcon : Armand Herbert, ambassadeur de Suisse
- Élie Chouraqui : révolutionnaire (non crédité)
- Johnny Hallyday : lui-même
- Gordon Heath (en) : le général africain
- Xavier Gélin : Daniel Massaro
- Prudence Harrington : Mme Herbert, la femme de l'ambassadeur
- Jean Berger : le président de la République (en voiture)
- Henri Czarniak : un motard
- Maddly Bamy : une fille en vacances
- Sophie Boudet : une fille en vacances
- Annie Kerani : une fille en vacances
- Annie Ho/Hau : une fille en vacances
- Eva Damien : une experte en politique
- Jacques Paoli : lui-même
- Michel Drucker : lui-même
- Alexandre Mnouchkine : John Davis
- Georges Dancigers : M. Dantziger
- Arlette Gordon : une hôtesse de l'air
- Catherine Allégret : une militante
- Hervé Jolly : un militant
- Abder El Kebir : un militant
- Hénia Suchar : une militante
- Jean Collomb : le pape
- Georges Cravenne : le président du tribunal
- Pierre Kast : un militant
- Lionel Vitrant : l'homme à vélo
- Claude Pinoteau : le ministre (en voiture)
- Roger Rudel :  voix postsynchro du ministre
- Sylvain Joubert : un militant
- Alan Scott : le pilote du Boeing
- Michèle Alet
- Sevim/Lyle Joyce

## Production

### Développement et choix des interprètes
En 1971, Claude Lelouch est invité à dîner chez son ami le réalisateur Pierre Kast, où sont également conviés des journalistes des Cahiers du cinéma. En fin de soirée, Kast demande à Lelouch s'il a passé un bon moment, ce dernier lui répond qu'il n'a rien compris à ce qu'il a entendu. Le lendemain, Lelouch revoit son hôte et le remercie car il a l'idée « de faire un film sur la confusion, pour montrer à quel point les intellos mélangent tout » et qu'ils « sont séduits par n'importe quel discours si l’orateur a du charisme », tout en voulant « faire intervenir des voyous qui n’ont rien à cirer de rien, mais qui se servent de la politique pour faire de l’argent ». Lelouch s'attaque à ce film « politiquement incorrect », qui va devenir L'aventure c'est l'aventure et pense à Jean-Louis Trintignant, avec lequel il avait déjà tourné dans Le Voyou pour incarner un des personnages, mais l'acteur ne croit pas à l'histoire et pense ne pas rentrer dans le personnage. Le rôle est finalement confié à Jacques Brel, qui accepte afin de parfaire son apprentissage de la mise en scène. Le réalisateur envisage Simone Signoret dans le rôle de la prostituée qui harangue la foule, mais Signoret « a eu peur » et Nicole Courcel est finalement choisie. Charles Denner est choisi pour jouer le second des rôles principaux masculins, mais le côté « névropathe cyclique » rebute l'acteur, mais selon Lelouch, Denner est « finalement séduit par l’idée d’interpréter un personnage aux antipodes de lui-même ». Ayant envie de travailler avec Lelouch, Lino Ventura donne son accord après que le réalisateur a mis l'acteur en confiance en parlant du projet des pieds nickelés comme des « voyous surréalistes ». Bernard Tapie et Marcello Mastroianni avaient également été pressentis pour le rôle finalement confié à Aldo Maccione.

### Lieux de tournage
- Paris
  - 1er arrondissement : palais de justice de Paris.
  - 18e arrondissement : place Charles-Dullin, proche du Théâtre de l'Atelier, sortie de Lino et de son fils Daniel, puis voiture explosée au cocktail Molotov.
- Aérodrome Jean-Baptiste Salis de Cerny-la Ferté-Alais, Essonne .
- Antigua-et-Barbuda[5].
- Piazzale della Villa di Plinio (près de la Villa de Pline le Jeune) à Rome, pour l'accident d'Aldo et Lino.
- Aéroport Léonard de Vinci de Fiumicino, Italie, vol de voiture et arrestation d'Aldo et Lino par les policiers italiens.

## Sortie et accueil

### Réception critique
Le film a été largement mal accueilli par la presse au moment de sa sortie,,. Le magazine Positif note que « la nullité de L’Aventure c’est l’aventure n’est ni révoltante, ni haïssable. Elle est neutre, terne, enlisée au niveau de ce grand public à qui l’on s’adresse ». Selon Kevin Corbel du Quotidien du cinéma en 2021, « le caractère « politiquement incorrect » du film, qui met en scène des personnages parfois peu enclins aux changements des mœurs [...] est la cause du nombre de mauvaises critiques à sa sortie », ajoutant qu'« encore aujourd'hui on reproche au long-métrage un certain côté réactionnaire ».
Au fil des années, la réception critique initiale a été réévaluée au point de devenir un film culte. Dans sa critique lors d'une diffusion télévisée, le magazine Télé 7 jours note que le long-métrage est « un réjouissant quintette de pieds nickelés, de l'humour, des péripéties jubilatoires: ce Lelouch sympa et décontracté est une excellente cuvée ! », tandis que le critique de Télé Star écrit que « Claude Lelouch louvoie entre burlesque et cynisme avec ce divertissement rondement mené, qui repose sur un scénario gentiment déjanté et les interprétations décontractées d'un sympathique quintette de comédiens ». Néanmoins, le film garde quelques détracteurs : lors d'une diffusion télévisée à l'été 2010, Télérama note que « c'est le genre de film dont on gardait un souvenir amusé. À le revoir, on déchante un peu. Le rythme est inégal, la faute à un scénario décousu qu’on soupçonne d’avoir été partiellement improvisé ». Dans une biographie consacrée à Lino Ventura, l'auteur Sandro Cassati parle d’une intrigue « mal ficelée », d’un montage « désastreux », et de la caméra de Lelouch qui serait « d’une paresse absolue ».

### Box-office
Malgré l'accueil calamiteux de la presse, L'Aventure c'est l'aventure connaît un bon démarrage lors de sa sortie en salles le 4 mai 1972, parallèlement à sa présentation au festival de Cannes comme film d'ouverture. Le long-métrage prend directement la première place du box-office français avec 257 243 entrées en première semaine d'exploitation, dont 107 974 entrées sur Paris, où il occupe la seconde place et est diffusé dans quatorze salles. Le film occupe la première place du box-office les deux semaines suivantes avec 473 040 entrées et 319 710 entrées, portant le cumul à 1 049 993 entrées. En troisième semaine, le film est délogé de la tête du box-office par Tout le monde il est beau, tout le monde il est gentil, sorti le même jour et qui a connu un démarrage modeste avant de connaître au fur et à mesure un bouche-à-oreille positif du public, tout comme L'Aventure c'est l'aventure. Lors de sa première année d'exploitation en salles, le film totalise 3 065 708 entrées, le hissant en septième position du box-office annuel des films sortis en 1972. Entre 1972 et 1973, il a enregistré près de 3 145 000 entrées. Finalement, L'Aventure c'est l'aventure totalise 3 815 477 entrées durant toute son exploitation, devenant le deuxième plus grand succès de Lelouch derrière Un homme et une femme,, ainsi que le plus grand succès de Johnny Hallyday (bien qu'il n'ait qu'un second rôle).
Le métrage connaît une distribution limitée sur New York en mars 1973 et totalise 175 992 $ de recettes.

## Autour du film
- Une bande dessinée de L'aventure, c'est l'aventure[17], sur le scénario original de Claude Lelouch et dessinée par Bernard Swysen, est sortie chez Bamboo en 2010.
- C'est pendant le tournage que Jacques Brel fait la connaissance de Maddly Bamy, qui deviendra sa dernière compagne.
- Interview de Claude Lelouch : « Je voulais faire à tout prix un film sur l'année 71, 72, enfin… sur l'époque dans laquelle nous vivions (…) et si je voulais parler de ça, fallait parler de la contradiction… fallait parler des gens qui sont convaincus d'être persuadés de certaines choses et qui changent d'avis deux secondes après, qui se contredisent, qui votent pour n'importe qui, qui disent n'importe quoi à n'importe qui… (…) un film pas fou… pas fou mais profondément réaliste. »
- Les personnages sont comparés aux Pieds nickelés, une autre bande dessinée, or Charles Denner a justement joué dans le film Les Pieds nickelés en 1964.

## Distinctions
- Ouverture du festival de Cannes 1972